# Facebook Blueprint
Facebook Blueprint es una plataforma educativa gratuita a disposición de cualquiera que ofrece formación completa y precisa sobre cómo utilizar Facebook, Messenger e Instagram para empresas. En Facebook Blueprint se encuentra todo tipo de información necesaria para usar dichas plataformas, por ejemplo, herramientas de gestión.
Con Facebook Blueprint los usuarios pueden transformarse en un profesional certificado de Facebook y ubicarse un paso más adelante en el mundo del marketing digital. Con certificaciones para el mundo del marketing digital o periodismo, la certificación de Blueprint ofrece valiosas credenciales para ayudarte a expandir tus objetivos profesionales y comerciales. El usuario antes de empezar debe preguntarse cuáles son sus necesidades formativas. Este puede elegir hacer los cursos que más le interesen: relacionados con Branding o con Marketing de Respuesta Directa, entre otros. La clave más allá de conocer los aspectos técnicos de Facebook, también es conocer a las audiencias a las que la publicidad tiene que enfocarse. La selección de estas audiencias es clave para el éxito de las campañas de publicidad; y esto no lo definen tan claramente en el curriculum de Facebook Blueprint.

## Características
- Introducción a Facebook
- Objetivos publicitarios
- Optimización de campañas
- Informes y medición
- Administración de anuncios